# The Whitest Boy Alive
The Whitest Boy Alive — берлінський інді-рок, інді-поп гурт, до складу якого входять Ерленд Ойе (вокал, гітара), Марчін Оз (бас-гітара), Себастіан Машат (барабани) та Даніель Нетвіг (клавішні).

## Історія
Гурт було засновано у 2003 в Берліні спершу як електронний танцювальний проект. Та поступово The Whitest Boy Alive перетворився у живий квартет, що грає інді з елементами дансу, хаусу та поп.
Перший альбом Dreams вийшов у 2006 році під лейблом Bubbles. У 2009 вийшла альбомна платівка Rules. Ще у своєму активі музиканти мають три сингли: «Inflation» (2004), «Burning» (2006), «1517» (2009).
Наразі група має концерти по всьому світу: від Японії до Мексики. Виступають здебільшого у клубах і часто експериментують перед публікою, затягуючи композиції, як це притаманно стилю хаус.